# Sites des Jeux olympiques et paralympiques d'hiver de 2014
Les lieux d'accueil pour les Jeux olympiques d'hiver de 2014 et les Jeux paralympiques d'hiver de 2014 sont principalement basés à proximité de Sotchi, à Adler pour le Parc Olympique, les cérémonies d'ouverture et de clôture et la plupart des épreuves de glace, et dans les montagnes, à Krasnaïa Poliana pour toutes les épreuves de neige et la piste de bobsleigh, luge et skeleton. Un total de onze sites sportifs sont utilisés. 
Au 16 décembre 2010, tous les sites sont en construction et doivent être achevés pour 2012, pour les épreuves tests en prévues en 2013.  
Tous les sites ont été livrés à temps pour les Jeux Olympiques. Après ceux-ci, et depuis 2014, le Grand Prix de Formule 1 de Russie se dispute chaque année sur un tracé serpentant autour des installations du Parc Olympique, au bord de la Mer noire.

## Zone côtière (Parc Olympique)

Disposition des installations sportives du Parc Olympique d'Adler.

Les installations de la zone côtière sont situées à Adler à une vingtaine de kilomètres au sud-est de Sotchi.
Coordonnées: 43° 24′ 20,5848″ N, 39° 57′ 15,7494″ E
| Lieux d'accueil                       | Sports                                 | Sports                                 | Capacité | Ref.  |
| Lieux d'accueil                       | Olympique                              | Paralympique                           | Capacité | Ref.  |
| ------------------------------------- | -------------------------------------- | -------------------------------------- | -------- | ----- |
| Palais des glaces Bolchoï             | Hockey (Finale)                        | —                                      | 12 000   | [ 2 ] |
| Stade olympique Ficht                 | Cérémonies d'ouverture et de fermeture | Cérémonies d'ouverture et de fermeture | 40 000   | [ 3 ] |
| Arène de glace Chaïba                 | Hockey                                 | Hockey sur luge                        | 7 000    | [ 4 ] |
| Centre de curling Ice Cube            | Curling                                | Curling en fauteuil roulant            | 3 000    | [ 5 ] |
| Centre de patinage Adler Arena        | Patinage de vitesse                    | —                                      | 8 000    | [ 6 ] |
| Centre de patinage artistique Iceberg | Patinage artistique, Short-track       | —                                      | 12 000   | [ 7 ] |

## Zone de montagne

Disposition des installations sportives de Krasnaïa Poliana.

Les installations de la zone de montagne sont situées à Krasnaïa Poliana (Красная Поляна en russe, ce qui signifie « la clairière rouge »), à 40 km à l'est de Sotchi dans le Caucase. Elle accueille les sites sportifs pour les sports de glisse.
Coordonnées: 43° 40′ 45″ N, 40° 12′ 15″ E
| Lieux d'accueil                              | Sports                                                | Sports                | Capacité                      | Ref.   |
| Lieux d'accueil                              | Olympique                                             | Paralympique          | Capacité                      | Ref.   |
| -------------------------------------------- | ----------------------------------------------------- | --------------------- | ----------------------------- | ------ |
| Complexe de ski de fond et de biathlon Laura | Biathlon, Ski de fond, Combiné nordique (ski de fond) | Biathlon, Ski de fond | 7 500                         | [ 8 ]  |
| Centre alpin Rosa Khutor                     | Ski alpin                                             | Ski alpin             | 7 500                         | [ 9 ]  |
| Complexe de tremplins Russki Gorki           | Combiné nordique (saut à ski), Saut à ski             | —                     | 7 500                         | [ 10 ] |
| Centre de sport de glisse Sanki              | Bobsleigh, Luge, Skeleton                             | —                     | 5 000                         | [ 11 ] |
| Parc extrême Rosa Khutor                     | Ski acrobatique, Snowboard                            | —                     | 10 000 (debout) 4 000 (assis) | [ 12 ] |